# ديميرج
الديمورجوس (بالإنجليزية: The demiurge)‏، أو خالق الكون المادي، (/ˈdɛmiˌɜrdʒ/) هو مصطلح يستعمل في الفلسفة وبخاصة الفلسفات الغنوصية والروحية، والذي يدل على إحدي فيوض الرب الأعظم المسؤول عن خلق الكون المادي.
يعتبر الديمورغوس في الأفلاطونية، والبيثاقورية المحدثة، والأفلاطونية الوسطى ومدارس الشك الفلسفية، كأحد الحرفيين المسؤول عن تشكيل والحفاظ على الكون المادي. على الرغم من أن له صفة المصمم إلا أنه ليس بالضرورة نفس الخالق بالمفهوم المتبع في الديانان التوحيدية، لأن الديميورغوس نفسه كما المواد التي يستعملها في تشكيل الكون على حد سواء تعتبر من فيض آخر. وبحسب النظام الذي يشرح وجودها، فإنها قد تعتبر إما أن تكون غير مخلوقة وأبدية، أو أن تعتبر من إنتاج كائن آخر.

## التسمية
مصطلح «خالق الكون المادي» هو تعريب لكلمة «ديميورغ» (Demiurge) الإنكليزية التي مصدرها كلمة δημιουργός (ديميورغوس) اليونانية والتي تعني حرفيا «الحرفي».  وكان أفلاطون أول من استعملها في عام 360 ق.م. في عمله المسمى "طيماوس"  وكان دوره هو خلق العالم المادي. وهو نفس المعنى المستعمل فلسفات الأفلاطونية (310-90 ق.م.)، والأفلاطونية الوسطى (90 ق.م. - 300 ب.م.). أما في الأفلاطونية المحدثة، فهو المسؤول عن تشكيل العالم المادي المحسوس على صفة الأفكار إلا أنه ليس الرب الواحد الأحد.
في العقيدة الغنوصية الثنائية، يعتبر العالم المادي شريراً بينما يعتبر العالم غير المادي صالحاً. بالتالي، فإن خالق الكون المادي هو شرير وله علاقة مياشرة بالعالم المادي.

## في الأفلاطونية والأفلاطونية المحدثة
بحدود عام 360 قبل الميلاد، ذكر أفلاطون مرارا بخالق الكون المادي، ديميورغ، على لسان طيماوس في كتابه حوارات سقراطية.
وهو يشير إليه كالكيان المسؤول عن «تصميم وتشكيل» العالم المادي. وصف طيماوس خالق الكون المادي بالخيّر، والذي يرغب في أن يكون العالم صالحا قدر الإمكان. لكن يبقى العالم غير مكتمل، لأن الديميورغوس خلق العالم من الفوضى غير المحدودة وغير الكائنة.[بحاجة لمصدر]  يعتبر عمل أفلاطون هذا هو محاولة توفيقية بين كونيات هسيود وثيوغونيا مع كتاب هوميروس.

## للإستزادة
- ألبينوس (الفيلسوف)
- الشيطان في المسيحية
- الغنوصية

## وصلات خارجية
- الظلام المرايا من السماء: معرفي نشأة الكون
- Chisholm, Hugh, ed. (1911). "Encyclopædia Britannica". Encyclopædia Britannica (بالإنجليزية) (11th ed.). Cambridge University Press.| - ع - ن - ت مفاهيم الفلسفة اليونانية                                                                                                                                                                                                                                                                                                                                                                                                                                                                                                                                                                                                                                                                                                                                                                                           | - ع - ن - ت مفاهيم الفلسفة اليونانية |
| --- | ------------------------------------ |
| - Adiaphora (nonmoral) - Anamnesis (recollection) - Apatheia (equanimity) - أبيرون - Aponia (pleasure) - Aporia (impasse) - Arche (first principle) - Arete (excellence) - طمأنينة (فلسفة) - صيرورة - كينونة - الكون - ديميرج - Diairesis (division) - Diegesis (narrate) - حد - Doxa (common opinion) - Dunamis / Energeia (potentiality / actuality) - نظام معرفي - تعليق الحكم - Ethos (character) - يودايمونيا - Henosis (oneness) - Hexis (active condition) - هيولى - هيلومورفية - Hylozoism (matter and life) - موضوع - أقنوم - نظرية المثل - Katalepsis (comprehension) - Kathēkon (proper function) - لوغوس - تقمص - محاكاة - الجوهر الفرد - النوص - Oikeiôsis (affinity) - موجودية - Pathos (emotional) - Phronesis (practical wisdom) - Physis (natural law) - صوفيا - Telos (purpose) - الرابوع (مثلث العدد أربعة) |                                      |